# Sumiller de cortina
Sumiller de cortina fue un antiguo cargo de la Capilla real de la corte de los reyes de España.

## Descripción

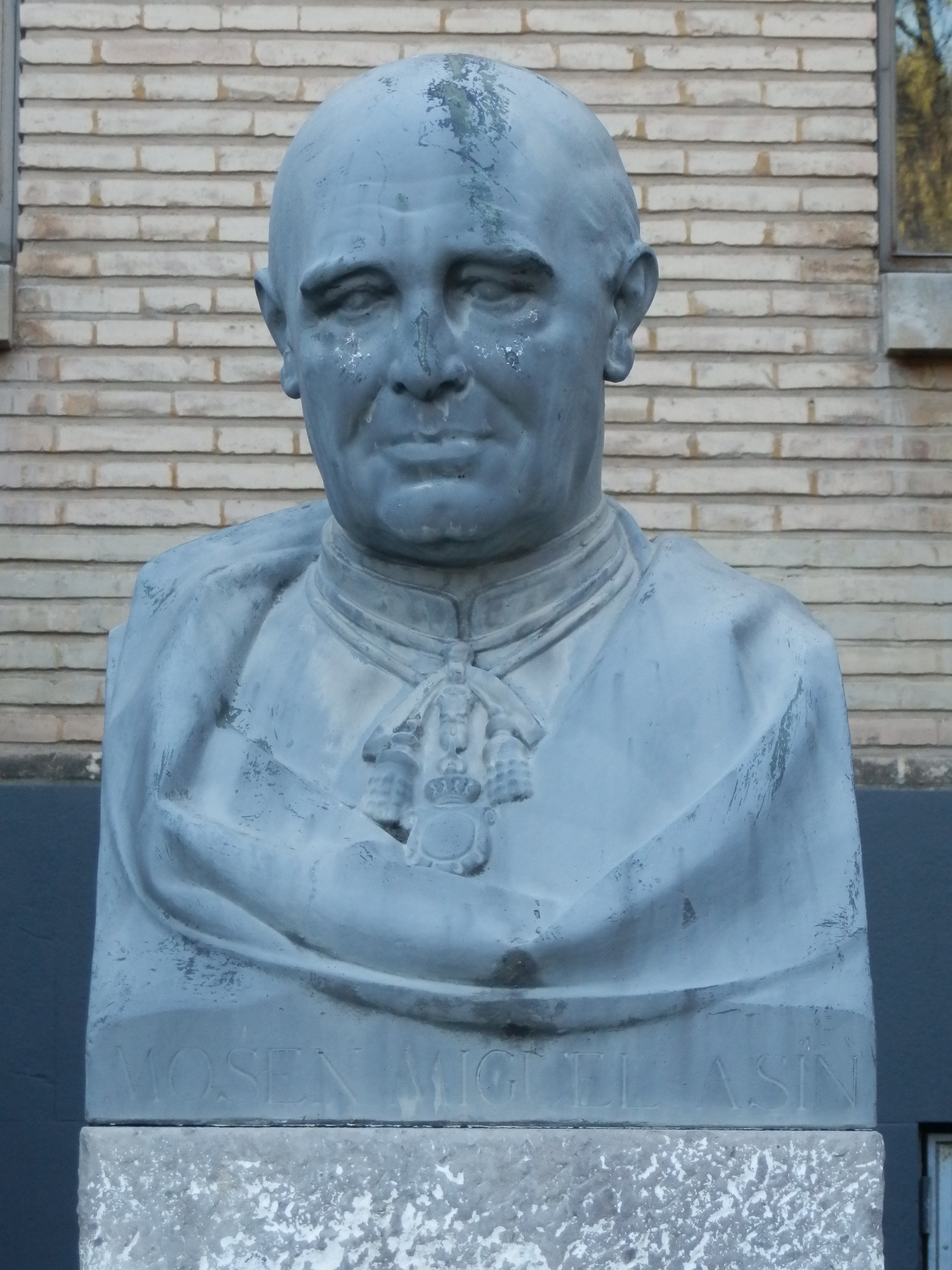
Busto de Don Miguel Asín Palacios, Sumiller de Cortina de Alfonso XIII

La palabra sumiller designaba durante los siglos XVII y XVIII al jefe principal de alguna oficina o ministerio de la Real Casa española. Uno de esos cargos era el de sumiller de cortina o sumiller de oratorio y cortina: un oficial de palacio eclesiástico muy distinguido y su ocupación se centraba en conocer el horario de las misas para tener avisado al capellán que debía oficiar las misas rezadas petite chapelle. en dichas celebraciones religiosas le correspondía correr la cortina del camón o tribuna delante del Rey y en asistir a éste en los oficios divinos en la capilla real. También debía bendecir la mesa real en ausencia del capellán y del procapellán mayor de palacio, Patriarca de las Indias, etc. 
Se trata de un término propio del Ducado de Borgoña, que fue introducido en la corte española en la época de Felipe el Hermoso y consolidado por Carlos I.
En los oficios eclesiásticos portaba un tafetán con el que limpiaba el misal y lo mismo hacía con la paz antes de llevársela a besar a los reyes que eran los momentos en los que abría o cerraba las cortinas. Además, estos sumilleres custodiaban todos los ornamentos y libros de Devoción, Horas y Cuentas que utilizaba el monarca. Los sumilleres de cortina estaban entre los cargos expresamente autorizados para asistir a las audiencias y comidas del rey. 

## Sumilleres de cortina
Algunos de los sumilleres de cortina más conocidos son los siguientes:
- Juan Leblanch, Simon Weury, Juan de Honte, Jehan de Helviez, Guillaume de Vandenesse (hermano de Juan de Vandenesse) y Luis Manrique de Lara,  del emperador Carlos I.
- Juan de Benavides, del rey Felipe II.
- Juan de Guzmán, de los reyes Felipe II y Felipe III.
- Bernardo de Sandoval y Rojas y Juan de Fonseca y Figueroa, del rey Felipe III.
- Francisco de Moscoso y Osorio, Alonso Téllez Girón (-1643), Melchor de Moscoso y Sandoval y Jerónimo de Mascarenhas, del rey Felipe IV.
- Juan Bravo y Acuña, del archiduque Alberto de Austria.
- Nuño Ibáñez de Segovia, Francisco Portocarrero, y Juan Francisco de la Cerda, del rey Carlos II.
- Raimundo de Villacis y Manrique de Lara, Carlos de Borja y Centellas y Juan Antonio Vizarrón y Eguiarreta, del rey Felipe V.
- Juan Escóiquiz, del rey Carlos III.
- Julián María de Piñera, del rey Fernando VII y de Isabel II.
- Miguel Asín Palacios, del rey Alfonso XIII.